# František Bláha (voják)
František Bláha (26. února 1886, Poděbrady – 21. května 1945, Terezín) byl československý voják, generál a jeden z vrchních velitelů Obrany národa.

## Mládí

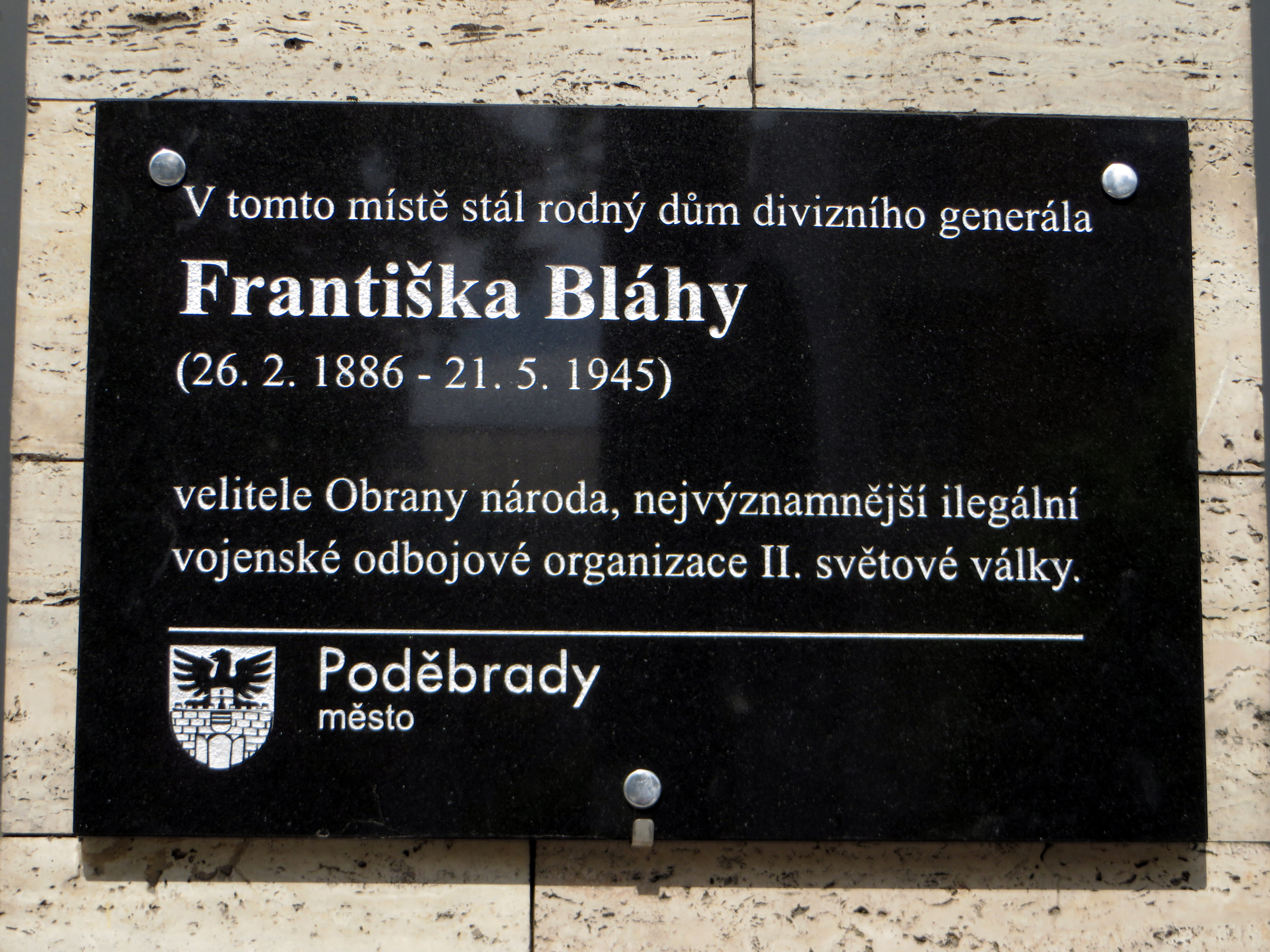
Pamětní deska v místě Bláhova rodného domu v Poděbradech. Je umístěna na budově České spořitelny na Riegrově náměstí.

Narodil se 26. února 1886 v Poděbradech do rodiny řeznického mistra Františka Bláhy a manželky Anny, rozené Effenbergrové. Vystudoval nižší gymnázium v Hradci Králové. V letech 1907–1908 vykonal vojenskou službu u zeměbraneckého pluku v Praze. Po vypuknutí první světové války byl 23. listopadu 1914 odeslán na ruskou frontu, kde po šesti dnech padl do zajetí. Do československých legií vstoupil 6. ledna 1916 v Tjumeni. Po vystudování důstojnické školy v Kyjevě v hodnosti poručíka působil v náborové komisi 6. čs. střeleckého pluku. Po absolvování kurzu v Jassách v letech 1917 - 1918 se opět v řadách svého pluku účastnil bojů u Marianovky a Jekatěrinburgu, jehož byl od 18. září 1918 do 1. června 1919 velitelem. Do nově vzniklého Československa se dostal 1. června 1921.

## Vojenská kariéra
Po ročním pobytu na hlavním štábu byl převelen k 45. pěšímu pluku do Chustu na Podkarpatské Rusi. V březnu 1923 již velel 1. praporu tohoto pluku, krátce nato se stal zástupcem velitele pluku a od prosince velitelem pluku. Po absolvování řady kurzů byl v listopadu 1932 jmenován velitelem 21. pěší brigády v Košicích. Po roce byl jmenován velitelem Velitelské školy v Praze.
V letech 1935–1938 velel 7 pěší brigádě v Josefově a od 1. ledna 1938 se stal zástupcem velitele 4. pěší divize. Té velel během mobilizace od 21. června do 15. října 1938.

## Německá okupace
Po okupaci Čech a Moravy německou armádou se v řadách Obrany národa zapojil do odboje a od června 1944 po zatčení gen. Nováka stanul v čele této organizace. Ve spolupráci s příslušníky výsadku Barium vybudoval ve východních Čechách mobilizační síť počítající s vytvořením čtyř divizí a jejich nasazením po přiblížení se fronty.
Dne 17. listopadu 1944 byl zatčen gestapem a uvězněn v Malé pevnosti v Terezíně. Zde se sice dožil osvobození Československa, ale zemřel při epidemii tyfu 21. května 1945.

## Po válce
In memoriam byl v roce 1946 povýšen do hodnosti divizního generála.

In memoriam
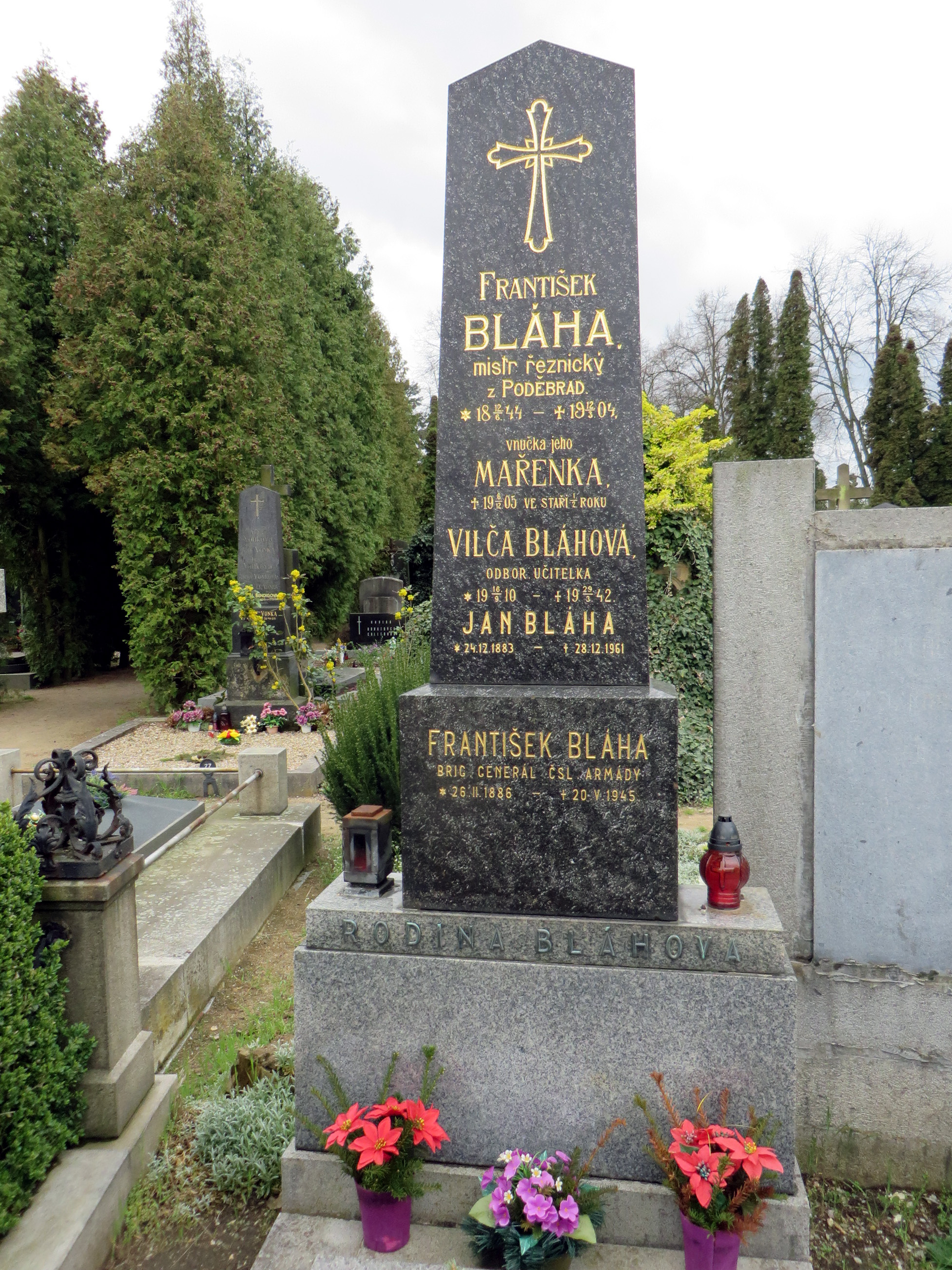
Hrob Františka Bláhy na poděbradském hřbitově
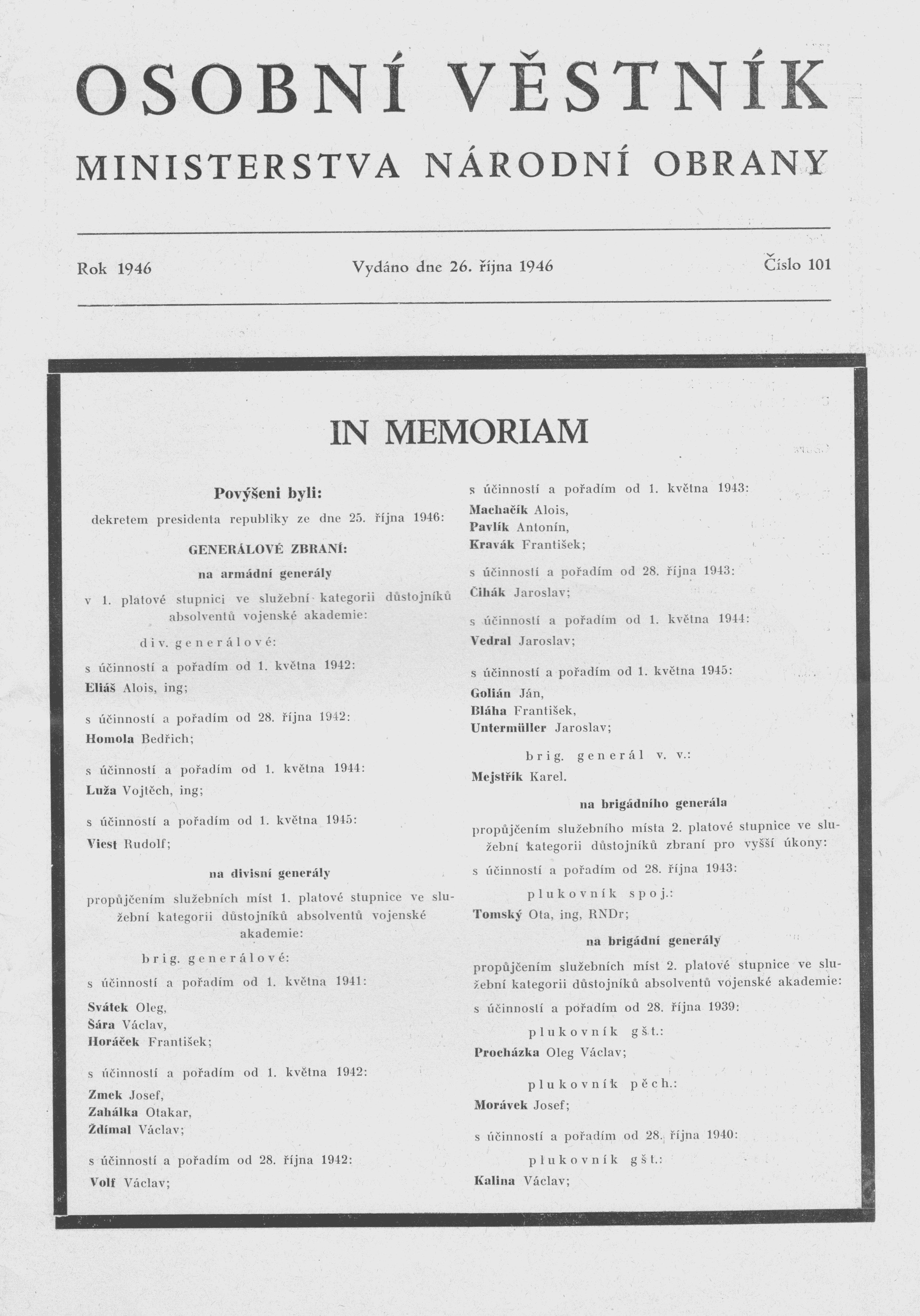
Osobní věstník MNO číslo 101 ze dne 26. října 1946 titulní strana - povýšení do hodnosti divizního generála

## Památka
Dne 22. dubna 2015 byla v místě rodného domu Františka Bláhy odhalena pamětní deska.

## Vyznamenání
- 1919  Řád sokola s meči
- 1919  Řád sv. Stanislava II. stupně s meči
- 1921  Československý válečný kříž 1914–1918
- 1921  Československá revoluční medaile
- 1921  Československá medaile Vítězství
- 1930  Ordinul Steau Romäniei eu spade in gradul de Commandor
- 1946  Československý válečný kříž 1939 (in memoriam)

## Velitelé ON
| Velitelé vojenské ilegální odbojové organizace Obrana národa (ON) | Velitelé vojenské ilegální odbojové organizace Obrana národa (ON) | Velitelé vojenské ilegální odbojové organizace Obrana národa (ON) |
| ----------------------------------------------------------------- | ----------------------------------------------------------------- | ----------------------------------------------------------------- |
| Předchůdce:                                                       |                                                                   | Nástupce:                                                         |